# Muhammad bin Abdullah al-Mahdi

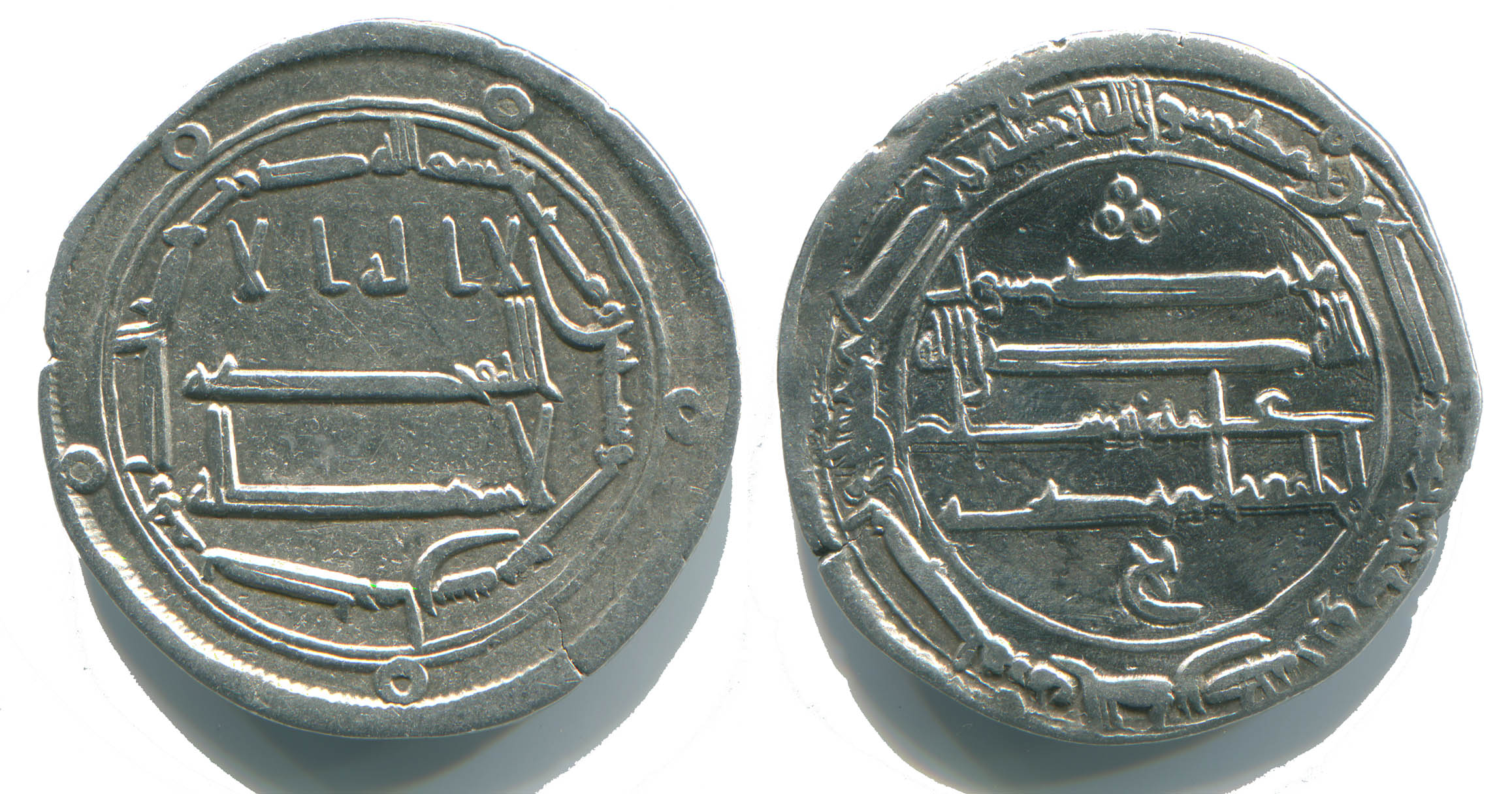
Dirham van Al-Mahdi

Abu Abdullah Muhammad Al-Mahdi (746-785 AD. / 126-169 AH.)
Kalief in Bagdad van 775-785 AD. (158-169 AH.)
Al-Mahdi werd geboren in Hamimah, als zoon van de 2e Abbasidische kalief Al-Mansoer Dawaniqi en moeder Arwi. Al-Mahdi was tien jaar toen zijn vader de Kalief werd.
Op zijn vijftiende werd hij naar Khorasan gezonden om de rebellie van Abdur Rahman bin Abdul Jabbar Azdi te onderdrukken. Hij sloeg ook de opstand van Ispabud, gouverneur van Tabaristan, neer en maakte een eind aan de rebellie van Astazsis in het jaar 151 AH. en slachtte daarbij meer dan 70.000 volgelingen van Astazsis af in Khorasan. In 153 AH. werd Al-Mahdi tot Amir-al-Hajj (opvolger van de Kalief) benoemd en na de dood van zijn vader in 775 (158 AH.) werd hij de Kalief.

## Regering
Al-Mahdi regeerde gedurende tien jaar als de 3e Abbasidische Kalief. Zijn regering wordt beschouwd als het midden houdend tussen de wreedste en de verlichtste Abbasidische kaliefen van de begintijd. Hij werd beschouwd als mild en genereus en bij zijn inauguratie begon hij met vrijlating van de gevangenen (met uitzondering van de zwaarste categorieën criminelen).
Hij was dol op muziek en erotische poëzie en gedurende zijn kalifaat patroneerde hij vele musici en erotische dichters in het hele rijk. Aan het hof werden de manieren geleidelijk aan wereldser en werd b.v. ook wijn toegestaan. Hij vergrootte en verfraaide de moskeeën van de Heilige Steden en de hoofdsteden en verbeterde de accommodatie en veiligheid voor pelgrimsreizigers met fraaie karavanserais voorzien van fonteinen alsmede door middel van herbergen en bronnen en patrouilles. Het postvervoer werd sterk verbeterd en gereguleerd en het hof in Bagdad werd door middel van een uitgebreid netwerk van informanten, regeringsagenten en beambten continu van informatie voorzien van de lopende en laatste publieke en regeringszaken.
Bagdad kwam tot grote bloei onder zijn bewind, de stad trok veel immigranten aan, ook uit de verste delen van het rijk, met allerhande bekwaamheden. Al-Mahdi verbeterde en vergrootte de administratie van het rijk : het aantal Diwans (departementen) voor leger, bestuur en belastingheffing werd continu uitgebreid alsmede Kadi’s (rechtbanken) voor moslims en niet-moslims.
De introductie van papier uit China in 751, dat tot dan nog onbekend was in het Midden-Oosten en het Westen (er werd nog steeds papyrus resp. perkament gebruikt), had een sterke invloed op de welvaart van Bagdad. Zowel productie van papier, dat veel goedkoper was dan papyrus en perkament) als de duurzaamheid ervan leidde tot grote expansie van zowel industrie als schrijf- en kopieerkunst en verhandeling van deze producten in het hele rijk. Tevens had deze mogelijkheid van goedkope en duurzame registratie een enorm effect op de grootte en kwaliteit van de rijksadministratie.
Al-Mahdi zette zijn meest vertrouwde vizier, Yaqub bin Dawood, voorheen bekleed met onbegrensde macht over leven en dood in het hele rijk, gevangen in een kerker tot zijn dood vanwege beschuldiging van Sjiisme (als een geheim aanhanger van Ali).
In 777 (160 AH.) sloeg hij de opstand van Yusuf bin Ibrahim in Khorasan neer.
In 778 (161 AH.) onderdrukte hij de rebellie van Abdullah bin Marwan bin Muhammad, de Omajjaden-pretendent in Syrië.
Tijdens zijn verblijf in Khorasan kreeg al-Mahdi een enorme hekel aan de manicheeërs (Zanadika) en ging vanaf dat moment over tot wrede vervolging van alle manichese sektes. Zo ging hij in Aleppo (Syrië) en omgeving over tot wrede jachtpartijen op groepen manicheeërs.

## Doctrine
Al-Mahdi decreteerde de doctrine dat de Kalief de verantwoordelijkheid, bevoegdheid en het gezag heeft om de zuiverheid van het geloof (de orthodoxe islam) te bewaken en de Oemma te beschermen tegen geloofsafval en ongeloof.
In het jaar 783 (167 AH.) installeerde al-Mahdi een officiële inquisitie leidend tot de executie van vele al dan niet vermeende afvalligen (Zindik/vrijdenker genoemd). Vele opponenten van al-Mahdi werden wegens vermeende afvalligheid geëxecuteerd. Al-Mahdi was ook tegen de filosofische wetenschappen (die hield zich bezig met de vertaling en interpretatie van Griekse en Romeinse werken zoals die van Aristoteles) die onder zijn voorgangers werden gestimuleerd. In een poging om deze bron van ongeloof en afval met wortel en tak uit te roeien werden de filosofen in Bagdad (zo'n 5000 volgens sommige bronnen zoals Al-Siuti) gedood in zijn opdracht.

## Einde
In 777 (160 AH.) liet hij Isa bin Musa als opvolger vallen en benoemde Musa ibn Mahdi Al-Hadi in zijn plaats en liet zijn edelen trouw zweren aan de nieuwe opvolger. Al-Mahdi werd vergiftigd door een van zijn concubines in 785 (169 AH.).